# Metrikus tér
A metrikus tér fogalma a matematikában olyan halmazt jelent, melyen egy távolságfüggvény, azaz metrika van értelmezve. Ez a halmaz bármely két eleméhez nemnegatív valós számot rendel („két elem közti távolságot mér”). A fogalmat M. R. Fréchet francia matematikus vezette be (bővebben lásd a Története szakaszban).
A metrikus terek elméletének alapgondolata, hogy sok (sőt, valójában mindegyik) nemüres halmazon bevezethető olyan függvény, amely két elem „távolságát” méri. A távolság(függvény), metrika definíciója „axiomatikus”; a távolságfüggvényeknek meg kell felelni három, a számegyenesen mért távolságra is jellemző egyszerű tulajdonságnak (távolság ne függjön az elemek sorrendjétől; két elem távolsága akkor és csak akkor 0, ha e két elem egybeesik, egyébként távolságuk pozitív; továbbá érvényes legyen a „háromszög-egyenlőtlenség”). A pontosabb, matematikai leírást lásd a Távolság(függvény) szakaszban.
A metrika fogalmából számos matematikailag általában is releváns fogalom vezethető le, mint pl. a sorozatok konvergenciája, ponthalmazok dimenziója, vagy a rajtuk értelmezett különféle topológiák; továbbá geometriai fogalmak, mint pl. a gömb, az egyenes szakasz, és más egyszerűbb vagy összetettebb alakzatok, továbbá ponthalmazok egymáshoz viszonyított távolsága, az egybevágóság(i transzformációk) fogalma, vagy olyan differenciálgeometriai mennyiségek, mint pl. a torzióé stb.

## Definíciók

### Távolság(függvény)
Metrikus tér egy olyan {\displaystyle (X,d)} pár, ahol {\displaystyle X} tetszőleges nem üres halmaz, {\displaystyle d:X^{2}\to \mathbb {R} _{0}^{+}} pedig olyan nemnegatív valós értékű függvény, melyre tetszőleges {\displaystyle x,y,z\in X} esetén:
| 1. {\displaystyle d(x,y)=0\Leftrightarrow x=y} (egyenlőségi tulajdonság) 2. {\displaystyle d(x,y)=d(y,x)} (szimmetria) 3. {\displaystyle d(x,z)\leq d(x,y)+d(y,z)} (háromszög-egyenlőtlenség) |

Ha (X,d) metrikus tér, X elemeit pontoknak, a d függvényt az X feletti metrikának vagy távolságfüggvénynek szokás nevezni. Az X részhalmazait, vagyis pontok tetszőleges halmazát, alakzatnak is nevezzük. Tehát a távolság ne legyen negatív, pontosan az egybeeső pontok távolsága legyen nulla, szimmetrikus legyen, és két pont közt legfeljebb akkora távolságot mérjünk, mintha még egy pontot közbeiktatnánk.

### Topológiai fogalmak
A metrikus tér fogalmának segítségével a valós számegyenesen vagy számsíkon értelmezett geometriai és topológiai fogalmak hasznos általánosításait lehet értelmezni (környezet, konvergencia, sűrűségfogalmak stb.). Ezek egyben legfontosabb és szemléletes mintái az általánosabb és igen absztrakt topológiai fogalmaknak.
- Ha {\displaystyle x\in X}, {\displaystyle \varepsilon >0}, akkor a

 halmazt, azaz azon pontok halmazát, melyek az x-től ε-nál kisebb távolságra vannak, az x körüli, ε sugarú nyílt gömbnek nevezzük.
- A {\displaystyle G\subseteq X} halmaz nyílt, ha minden {\displaystyle x\in G} elemre van olyan {\displaystyle B_{\varepsilon }(x)} gömb, amire {\displaystyle B_{\varepsilon }(x)\subseteq G}. A nyílt halmazok rendszere az X halmazon topologikus teret alkot, ami beláthatóan Hausdorff-tér.
- Az {\displaystyle F\subseteq X} halmaz zárt, ha komplementere nyílt (vagy ami ugyanaz, ha a konvergens pontsorozatok nem vezetnek belőle ki: határpontjuk is a halmazba eső pont).
  - Megjegyezzük, hogy egyes halmazok lehetnek nyíltak is meg zártak is (tehát nyíltság és zártság furcsamód nem ellentétes fogalmak).
- Az {\displaystyle x_{0},x_{1},\dots } sorozat x-hez konvergál, ha {\displaystyle d(x_{n},x)\to 0}.
- Ha {\displaystyle (X_{0},d_{0})} és {\displaystyle (X_{1},d_{1})} metrikus terek, akkor az {\displaystyle f:X_{0}\to X_{1}} függvény izometrikus (távolságtartó), ha {\displaystyle d_{1}(f(x),f(y))=d_{0}(x,y)} teljesül minden {\displaystyle x,y\in X_{0}} esetén. Ekkor f homeomorfizmus, de ez fordítva nem igaz.

### Teljes metrikus terek
Az (X,d) metrikus tér teljes, ha minden Cauchy-konvergens sorozat konvergens, azaz ha az {\displaystyle x_{0},x_{1},\dots } sorozat olyan, hogy {\displaystyle d(x_{n},x_{m})\to 0} ha n és m mindketten végtelenhez tartanak, akkor van olyan {\displaystyle x\in X} pont, hogy {\displaystyle x_{n}\to x}.
Minden metrikus tér izometrikusan beágyazható egy teljes metrikus térbe, és van olyan is, amiben a beágyazott tér képe sűrű.
Egy (X,d) metrikus tér lengyel tér, ha szeparábilis és teljes.

### Geometriai fogalmak
A metrikus terekben könnyen bevezethető a geometriából jól ismert egyenesszakasz fogalmának általánosítása. Ha A, B az (X,d) metrikus tér pontjai, akkor a Z pontot az A és B közbülső pontjának nevezzük, amennyiben érvényes d(A,Z)+d(Z,B)=d(A,B). Az euklideszi síkon két pont közbülső pontjainak halmaza a két pont által határolt egyenesszakasz. A közbülső pontok fogalmára építve bevezethetőek olyan geometriai fogalmak metrikus terekben, mint pl. a konvexitás vagy egy felület görbülete. Az ilyen irányú vizsgálatokban főleg Karl Menger osztrák matematikus ért el sikereket.

## Példák
Rengetegféle (sokszorosan végtelen sok) példát említhetünk, néhányuk:

### A diszkrét metrikus tér
Tetszőleges X halmaz metrikus térré tehető a diszkrét metrika (Hamming-metrika) segítségével, melyet a következőképp értelmezünk:
Az (X, δ) párt az X halmaz feletti diszkrét metrikus térnek nevezzük. E terek matematikai alkalmazására több értelmes példát is lehet találni, az egyik ilyen például, ha X egy n+1 pontból álló olyan ponthalmaz az n dimenziós euklideszi térben, melyre igaz, hogy bármely két (különböző) pont euklideszi távolsága 1. Ilyen ponthalmazok, melyeket az n dimenziós tér szimplexeinek nevezünk, mindig léteznek (n=1-re, 2-re, 3-ra a szimplexek rendre: az 1 hosszú szakasz két végpontjából; a szabályos háromszögek csúcsaiból, illetve szabályos tetraéder csúcsaiból álló ponthalmazok).

### Euklideszi terek
A hagyományos euklideszi sík- és térgeometria pontjai modellezhetőek valós számok rendezett n-eseivel, azaz n dimenziós vektorokkal. Például a sík egy pontja megadható egy P=(x,y) számpárral, a tér egy pontja egy P=(x,y,z) számhármassal. Általában akárhány n dimenziós térben is a pontok megadhatóak {\displaystyle P=\left(p_{1},p_{2},\ldots ,p_{n}\right)} szám-n-essel ( {\displaystyle n\in \mathbb {N} ,\forall i\in \left\{1,2,\ldots ,n\right\}:p_{i}\in \mathbb {R} } ). A {\displaystyle p_{i}} számot a pont i-edik koordinátájának nevezzük. A valós szám-n-esek halmazát {\displaystyle R^{n}}-nel jelölve, értelmezhető a következő {\displaystyle d_{n}}-nel jelölt metrika:
{\displaystyle d_{n}\left(P,Q\right):={\sqrt {\sum _{i=1}^{n}{\left(p_{i}-q_{i}\right)^{2}}}}}
Ez tehát – röviden szólva – a koordinátakülönbség-négyzetek összegének a gyöke. Az {\displaystyle \left(\mathbb {R} ^{n},d_{n}\right)} párt n dimenziós euklideszi térnek nevezzük. Egyébként e metrikák definíciója és magyarázata a Pitagorasz-tételen alapul; hogy tényleg metrika, azaz tényleg teljesíti a háromszög-egyenlőtlenséget, azt a Cauchy–Bunyakovszkij–Schwarz-egyenlőtlenség mondja ki.
Például az euklideszi síkot Descartes-módra koordinátázva a P(2,3) és Q(4,-1) pontok távolsága {\displaystyle d_{2}\left(P,Q\right)={\sqrt {(2-4)^{2}+(3-(-1))^{2}}}={\sqrt {(-2)^{2}+4^{2}}}={\sqrt {20}}} hosszegységnyi.

### Hölder-terek
Az euklideszi terek általánosításai a "diszkrét dimenziós" Hölder-terek (vagy Minkowski-terek) (ide sorolhatóak még az ún. valós vagy diszkrét dimenziós Csebisev-terek is), melyek esetén a metrikában négyzetgyök helyett "p-edik gyök" ({\displaystyle p\in \mathbb {R} ^{+})}, azaz {\displaystyle {\frac {1}{p}}}-edik hatvány szerepel; és a koordinátakülönbségeket nem a második, hanem a p-edik hatványra emeljük; de ez előtt még ezek az abszolút értékeit is képezzük.

### A „Földgömb-tér”
Adott a háromdimenziós euklideszi térben egy r sugarú gömb (például durva közelítéssel mondjuk a Föld). A gömbfelszínen mozogva általában (hacsak nem fúrunk alagutakat) nem használhatjuk az euklideszi távolságfogalmat; például egy óceánon hajózva valójában nem az euklideszi térbeli egyenesek mentén, hanem görbe vonalak mentén mozgunk, és ezért két pont között az euklideszi távolságnál jóval hosszabb utat teszünk meg. Belátható, hogy az euklideszi tér tetszőleges, a gömbfelszínen elhelyezkedő A,B pontja esetén, ha ezek euklideszi távolságát d(A,B) jelöli (ez az A,B közti egyenesszakasz hossza), akkor az A,B pontok közt a gömbfelszínen lévő utak közt a legrövidebb az A,B pontokon és a gömbközépponton átmenő síknak a gömbhéjjal való metszetének – mely egy kör lesz, az A,B pontok ún. főköre – mint körnek az A,B pontok közé eső rövidebb íve lesz. Egyszerű számolással adódik, hogy erre teljesül
ahol d(A,B) a háromdimenziós euklideszi metrika. Az így értelmezett függvény is metrika a gömbfelszín pontjainak halmaza felett.

### Folytonos függvények tere
Nevezik még folytonos Csebisev-térnek is.
Az {\displaystyle a<b} valós számok halmazában jelölje {\displaystyle C(a,b)} az {\displaystyle f:(a,b)\to \mathbb {R} } folytonos függvények halmazát. 
Legyen 
ezt a metrikát a C(a, b) tér feletti Csebisev-metrikának, vagy maximummetrikának nevezzük. Szemben a „diszkrét dimenziós” Csebisev-térrel, mely két N dimenziós vektor koordinátakülönbség-abszolútértékeinek maximumát veszi távolságként (N véges természetes szám vagy pedig a természetes számok halmazának számossága, alef-null), a fenti függvényeken értelmezett metrika olyan, mintha végtelen (kontinuum) dimenziós vektorokon értelmeznénk egy hasonló fogalmat; azonban a maximum létezéséhez szükséges, hogy a függvények folytonosak legyenek. Néha a maximum helyett használatos a szuprémum kifejezés is.

## Metrizálhatóság
Minden metrikus tér egyben topologikus tér, amit a metrika segítségével meghatározott nyílt halmazok írnak le. A topológia egyik, hosszú ideig nyitott problémája volt, hogy melyek azok a topologikus terek, amelyek topológiája metrikából származtatható. Ezt végül is a Bing–Nagata–Szmirnov-tétel válaszolta meg teljesen.

## Általánosítások és változatok
- Ha elhagyjuk az egyenlőségi tulajdonság „felét” (azt a feltételt, hogy csak az egyenlő pontok távolsága lehet 0), azaz a

d(x,y)=0 ⇒ x=y feltételt,
akkor pszeudometrikus térről beszélünk.
- Ha elhagyjuk a szimmetria feltételét, azaz nem követeljük meg a

d(x,y) = d(y,x) feltételt,
akkor kvázimetrikus térről beszélünk.
- Az (X,d) metrikus tér ultrametrikus, ha a háromszög-egyenlőtlenség helyett az erősebb

d(x,z) ≤ max(d(x,y),d(y,z))
feltétel teljesül.

## Speciális esetek
Számos fontos, az analízis és topológia tételeinek megfogalmazását vagy problémáinak megoldását tulajdonság értelmezhető metrikus terekre (vagy részhalmazaikra), pl. a mindenütt sűrűség, a sehol sem sűrűség, az összefüggőség, a szeparábilitás.
A kompakt és összefüggő metrikus tereket hívják a mai matematikai szakirodalomban kontinuumnak.

## Története
A metrikák és metrikus terek elméletének alapjait a francia Maurice René Fréchet (1878–1973) fektette le egy 1903-as, mások szerint egy 1906-os cikkében ('Sur quelques points du calcul fonctionnel, Rendiconti del Circolo Matematico di Palermo, 22 (1906), 1–74.). Fréchet alapvető észrevétele az volt, hogy e távolságfogalom alapja lehet egy általános, valós számok sorozatain túli konvergenciafogalom felépítésének. Az elméletet Hermann Minkowski, Riesz Frigyes, David Hilbert, Stefan Banach, Felix Hausdorff, Neumann János és egyéb neves matematikusok fejlesztették tovább.
A metrikus terek fontos és talán legismertebb és legjelentősebb matematikán kívüli alkalmazásukat a múlt század elején megszülető kvantummechanika elméletében nyerték. Hilbert, Riesz és N. Wiener – elsősorban a Fourier-analízis körében felmerült problémák által motiválva – bevezették a Hilbert-tér fogalmát és konkrét példákat is konstruáltak hozzá. A Hilbert-tér a vektorterek topologikus fajtája: benne az ún. skaláris szorzat fogalmára alapozva norma és távolság – vagyis topológiai fogalmak – is bevezethetőek. Neumann János a Hilbert-tereket használta arra, hogy megmutassa: a kvantummechanika két addig ismert felépítése (a Heisenberg-féle mátrix-mechanika, lényegében az l2 Hilbert-tér és a Schrödinger-féle hullám-mechanika, lényegében az L2[a,b] tér) ekvivalens.
A metrikus tereknek jelentőségük van a függvényanalízis, de a geometria különféle axiomatikus megalapozásai, elméletei terén is. A geometria Hilbert-féle axiómarendszerét George David Birkhoffnak sikerült egy sokkal kevesebb axiómát tartalmazó, elegánsabb metrikus szemléletű rendszerrel helyettesíteni, az ún. vonalzó-axióma bevezetésével.
Miután Hausdorff definiálta a topologikus tér fogalmát (1914), kiderült, hogy az analízis a távolság-fogalomra alapuló metrikus terek helyett a "szomszédság, közelség, folytonosság" szemléletes tartalmát általánosabban megragadó környezet-fogalomra épülő topologikus terekre is támaszkodhat. Kiderült azonban, hogy a topologikus terek többsége nem viselkedik szokványosan: például a pontsorozatok határértéke nem egyértelmű. Ez egy új kutatási irány, a topologikus terek metrizálhatóságának vizsgálata irányába vezetett: melyek azok a topologikus terek, melyekben definiálható egy metrika, ami éppen az adott topológiát generálja. Nem minden topologikus tér metrizálható ilyen értelemben.
Az elmúlt századokban sokan úgy gondolták, hogy a folytonos függvények néhány ponttól eltekintve minden pontjukban differenciálhatóak, azaz az ilyen függvények görbéjének van olyan nagyítása, amelyben e pont körül már teljesen simának, egyenesnek látszanak. Végül kiderült, hogy ez nem így van. Sikerült olyan folytonos függvényeket konstruálni (elsőként 1830-ban Bernard Bolzanónak, 1860–70 között pedig több példát is Karl Weierstrassnak), amelyek nemhogy kevés ponttól eltekintve, hanem egyetlen pontban sem deriválhatóak. A folytonosság és differenciálhatóság kapcsolata volt a metrikus terek elméletének alkalmazhatóságát létével bizonyító egyik első nem-alkalmazott (csupán elméleti) matematikai problémakör. A legfontosabb ezzel kapcsolatos terület a Banach-terek tana, ezek első rendszeres tárgyalása Stefan Banach egy 1932-es tanulmányában található. A Banach-tér a Hilbert-tér általánosítása, lineáris normált (tehát metrikus) és ún. teljes tér, melyben azonban a norma nem skalárszorzatból származik. Fontos eszköz a funkcionálanalízisben, például segítségével általánosítható, absztraktabban tárgyalható a derivált fogalma.
Jelenleg a metrikus terek alkalmazása elterjedt a fizikában. A kvantummechanika például matematikailag legnagyobbrészt a Hilbert-terek elmélete (utóbbi fogalmat Neumann János vezette be 1929-ben). A relativitáselméletnek és egyéb kozmológiai elméleteknek is fontos matematikai alapját jelentik.